# Раковщина
Раковщи́на (укр. Раківщина) — село на Украине, основано в 1645 году, находится в Овручском районе Житомирской области. Расположено на реке Норинь и её притоке Ольшанка (Хвасенка).
Код КОАТУУ — 1824286501. Население по переписи 2001 года составляет 486 человек. Почтовый индекс — 11160. Телефонный код — 4148. Занимает площадь 1,952 км².

## Адрес местного совета
11160, Житомирская область, Овручский р-н, с.Раковщина